# Херцог на Орлеан
Титлата Херцог на Орлеан (на френски: duc d’Orléans) е създадена от Филип VI (крал на Франция от 1328 до 1350) със създаването на Херцогство Орлеан (територията Орлеане, Orléanais) като Paragium за своя малък син Филип. Филип умира през 1375 г. без мъжки наследник. През 1392 г. крал Шарл VI дава свободната титла Paragium на своя по-малък брат Луи Орлеански (Лудвиг). Той дава титлата на своя син, известният поет Шарл Орлеански (Карл), който я дава на своя син Луи XII, който през 1498 г. става крал на Франция и тогава титлата и херцогството отиват отново към короната.
През 1626 г. Луи XIII дава титлата на по-малкия си брат Гастон Жан Батист.

## Носители на титлата
- Филип Валоа (1336 – 1375), херцог от 1344

От Линия Валоа-Орлеан:
- Луи Орлеански (1372 – 1407), син на Шарл V, херцог от 1392
- Шарл Орлеански (1394 – 1465)
- Луи XII (1462 – 1515)
- Шарл II (1540 – 1545)

### От Линията Орлеан-Бурбони

#### Четвърто даване на титлата 1626
- Гастон Жан Батист (1608 – 1660), херцог от 1626

#### Пето даване на титлата 1661
- Филип I Орлеански (1640 – 1701), херцог от 1661
- Филип II Орлеански (1674 – 1723), херцог 1701 – 1723, регент на Франция 1715 – 1723
- Лудвиг, херцог на Орлеан, херцог от 1723
- Луи-Филип I Орлеански (1725 – 1785)
- Луи-Филип II Орлеански (1747 – 1793), херцог от 1787 до 1793, по време на Френската революция наричан Филип Егалите
- Луи-Филип (1773 – 1850), херцог от 1793; крал на Франция (1830 – 1848)

### Дом Орлеан
- Принц Фердинанд Филип от Франция (1810 – 1842), син на Луи-Филип, херцог от 1830

Наследниците на Фердинанд са до днес претенденти за короната на Орлеанската линия.